# Necrópole da Villa Doria Pamphilj
Necrópole da Villa Doria Pamphilj, conhecido também como Columbário de Escribônio Menofilo (em italiano:  Colombario di Scribonio Menofilo) ou Columbário da Villa Pamphilj, é um antigo columbário e necrópole localizado na Via Aurelia Antica, 111, no quartiere Gianicolense de Roma.

## História

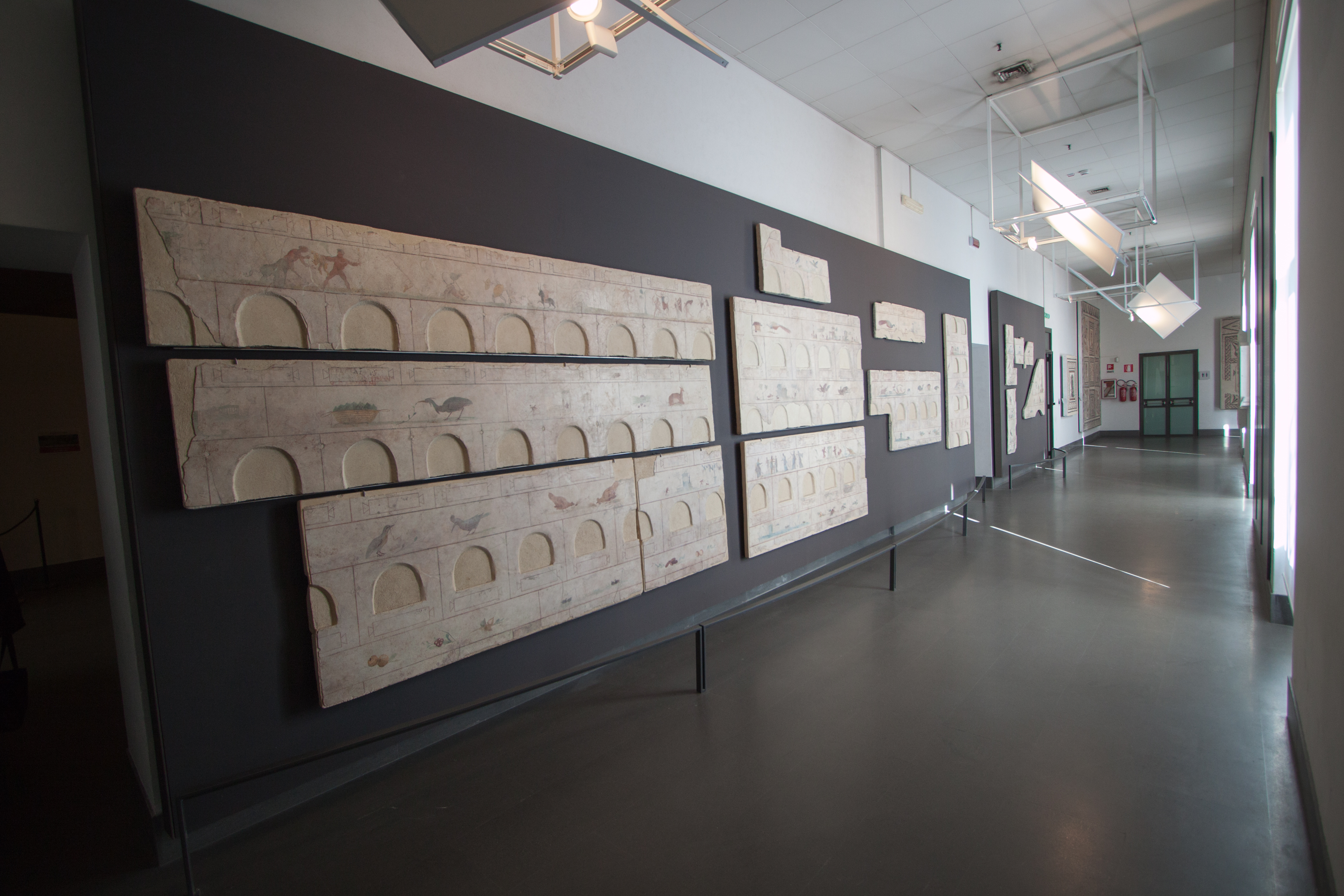
Afrescos do columbário no Palazzo Massimo alle Terme.

A Via Aurelia Antica era uma ladeada, como várias outras estradas romanas que se aproximavam da capital, por uma enorme quantidade de túmulos, mausoléus e sepulturas mais simples ao longo do percurso. Uma parte dessas necrópoles foram descobertas em várias ocasiões nas imediações do maravilhoso Casino del Bel Respiro da Villa Doria Pamphilj. Segundo Rodolfo Lanciani, Pietro Sante Bartoli, que por volta de 1660 estava chegando em Roma pela primeira vez, Olimpia Maidalchini e Camillo Pamphili, que estavam iniciando as obras de cosntrução do Casino, descobriram vários túmulos decorados com pinturas, esculturas em estuque e mosaicos muito finos. As 34 tumbas formavam uma pequena vila, com ruas, calçadas e praças e, segundo o relato, eram construídas em tijolos vermelhos e amarelos gravados de forma requintada. O único que ainda era visível no final do século XIX havia sido descoberto em 1838 e era notável por suas inscrições pintadas e por seus afrescos. Havia originalmente 175 painéis, mas menos da metade ainda restava quando Lanciani escreveu sua obra em 1893. Muitos dos sarcófagos e outras obras de arte antiga que hoje decoram a villa vieram da necrópole. A citada descoberta feita em 1838 foi um grande columbário do século II, um túmulo com muitos nichos que abrigavam urnas para cinzas funerários. Seu uso não era familiar, mas, muito provavelmente, similar ao de um moderno ossuário, com nichos que podiam ser comprados separadamente. Em 1922, os afrescos do columbário foram removidos por motivos de conservação e em exibição no Museu Nacional Romano, na sede do Palazzo Massimo alle Terme. Eles retratam principalmente paisagens, edifícios imaginários, cenas do Nilo (similares às encontradas em Porto, animais, histórias mitológicas e muitos outros temas, nenhum deles com ligações aparentes ao objetivo do edifício que decoravam. 
Ao redor estão diversas inscrições e restos de outros sepulcros. Poucas dezenas de metros para o oeste deste setor estão descobertas mais recentes, incluindo um grande columbário com um belo mosaico doado por Caio Escribônio Menofilo e adornado por refinadas pinturas em afresco nas paredes: as inscrições que recordam os defuntos estão ainda afixadas nos "remendos" que fecham os nichos (uma configuração pouco usual nos sepulcros romanos da época augustana), gravados ou grafitados em torno dos sepultamentos. O ambiente subterrâneo é composto por um vão central e de dois ambientes laterais menores com abóbada de berço e uma escada de acesso. As paredes estão revestidas por gesso branco com figuras pintadas nos espaços entre os nichos, constituídas por guirlandas, elementos vegetais, pequenos olhos, natureza morta, representações arquitetônicas de jardins e figuras caricaturais. Mais no alto estão cenas relativos a episódios da história e da lenda de Roma, enquanto em um dos ambientes menores estão pequenas cenas com animais ou pigmeus em luta com grous ou com cavalos. Sobre os nichos está pintada uma tabela sobre a qual estava gravado ou pintado o nome do defunto. Da época augustana, este complexo foi utilizado até pelo menos a época da dinastia flávia.
Em 1984, foi descoberto um outro columbário, com abundantes restos pictóricos de boa qualidade e da época augustana. Na área hoje está o palacete construído pelo arquiteto Alessandro Algardi e atualmente está em uso pela Presidência do Conselho de Ministros da Itália como sede de representação.

## Galeria

Alguns afrescos
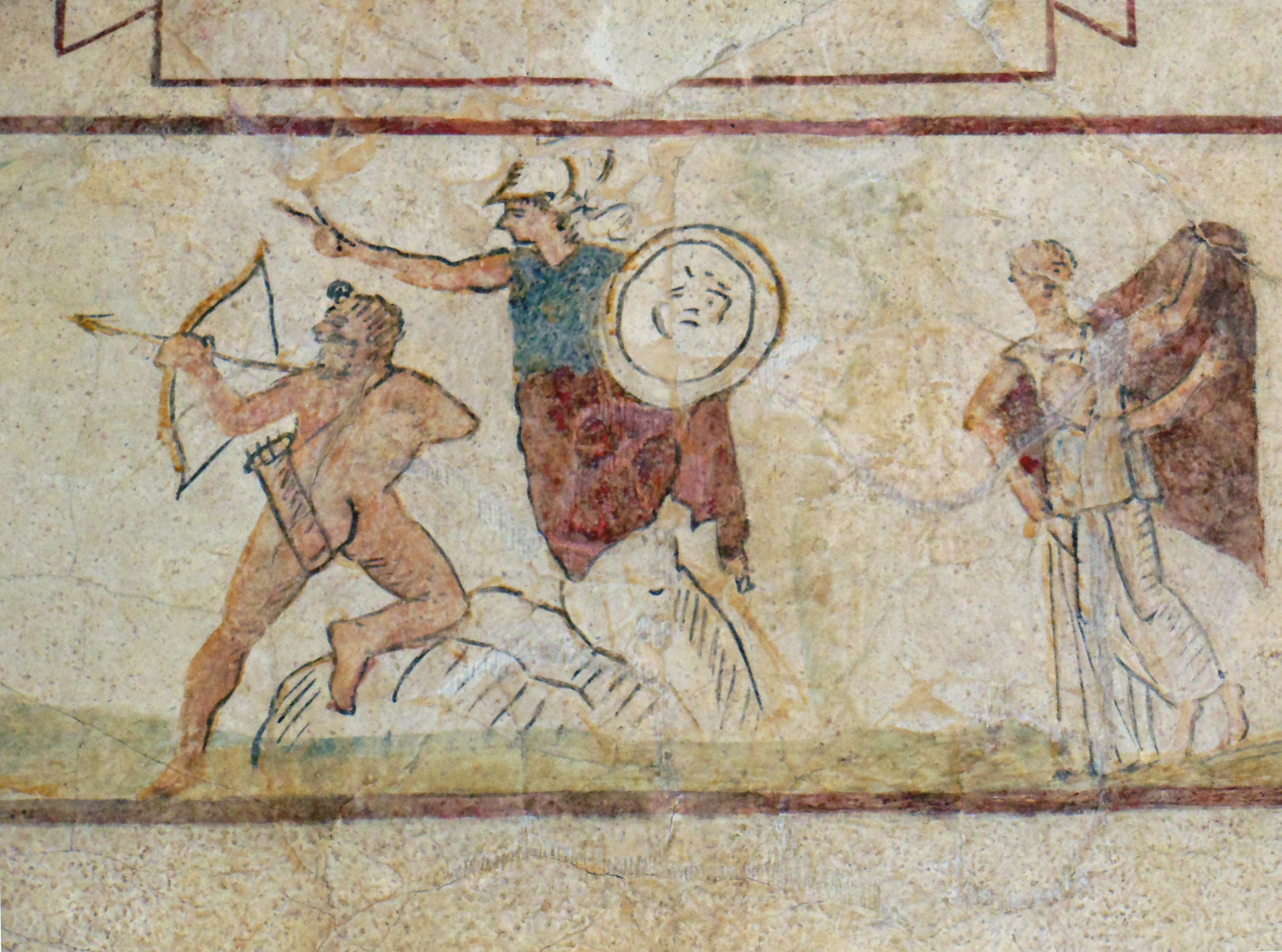
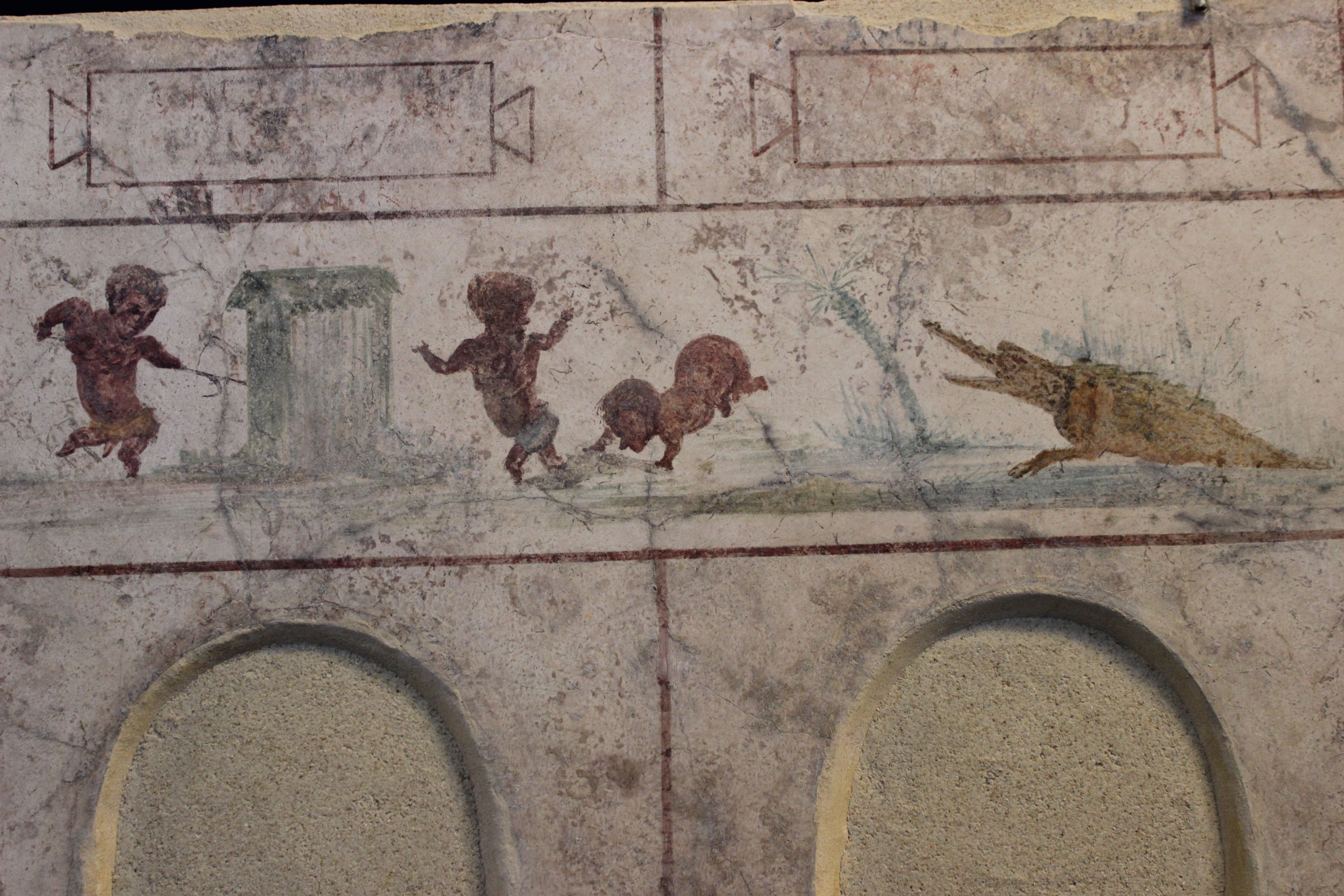
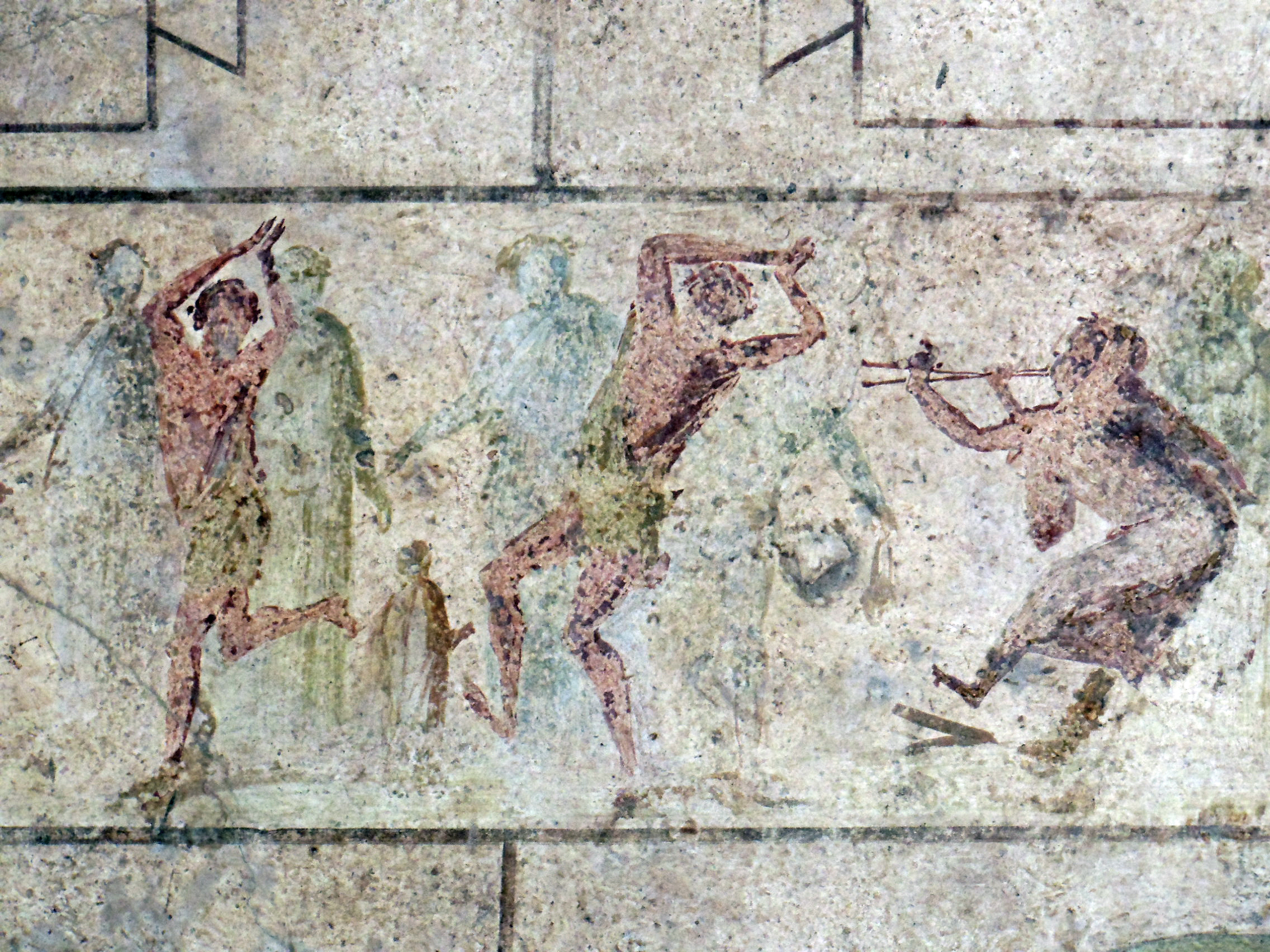
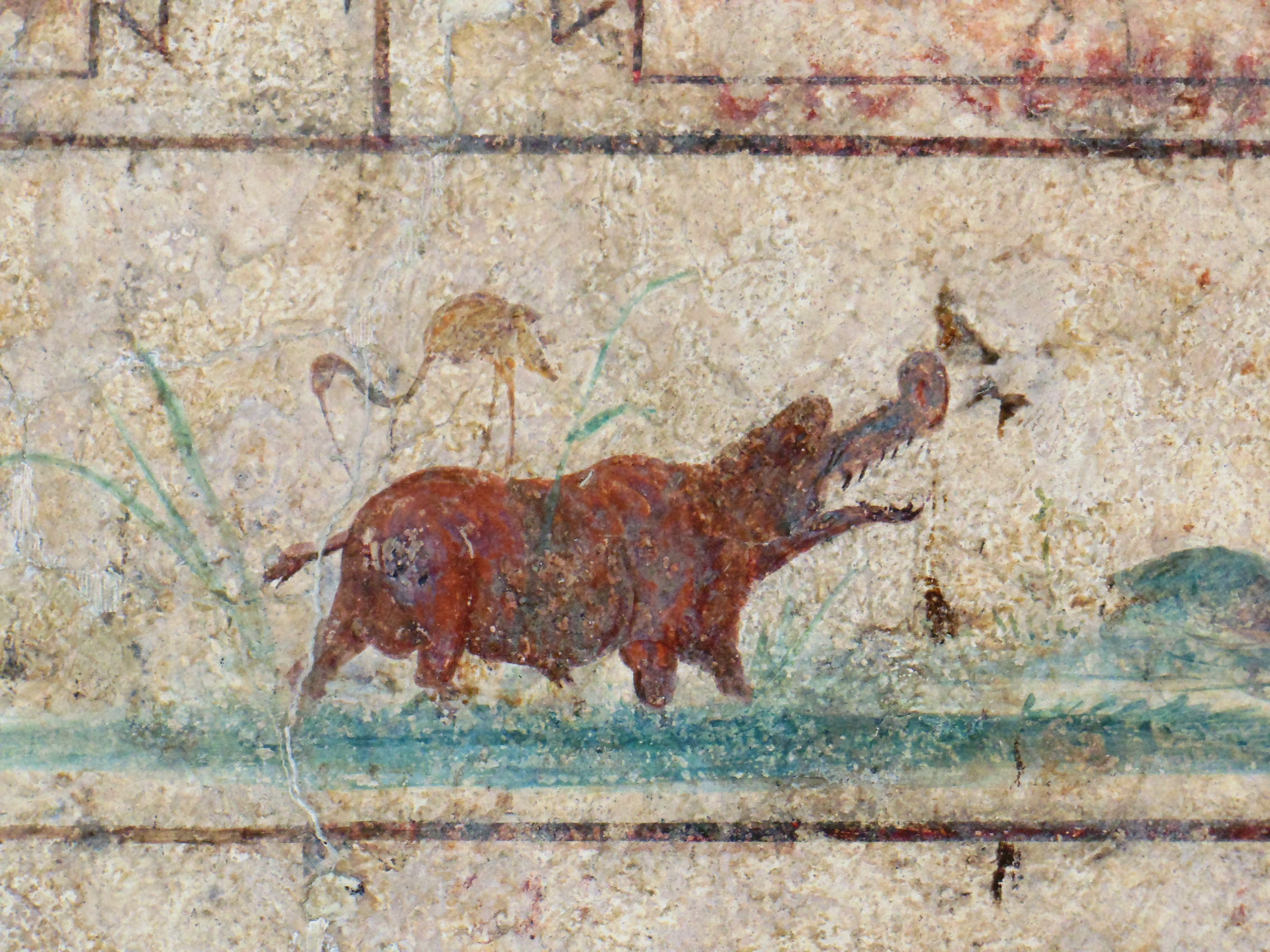
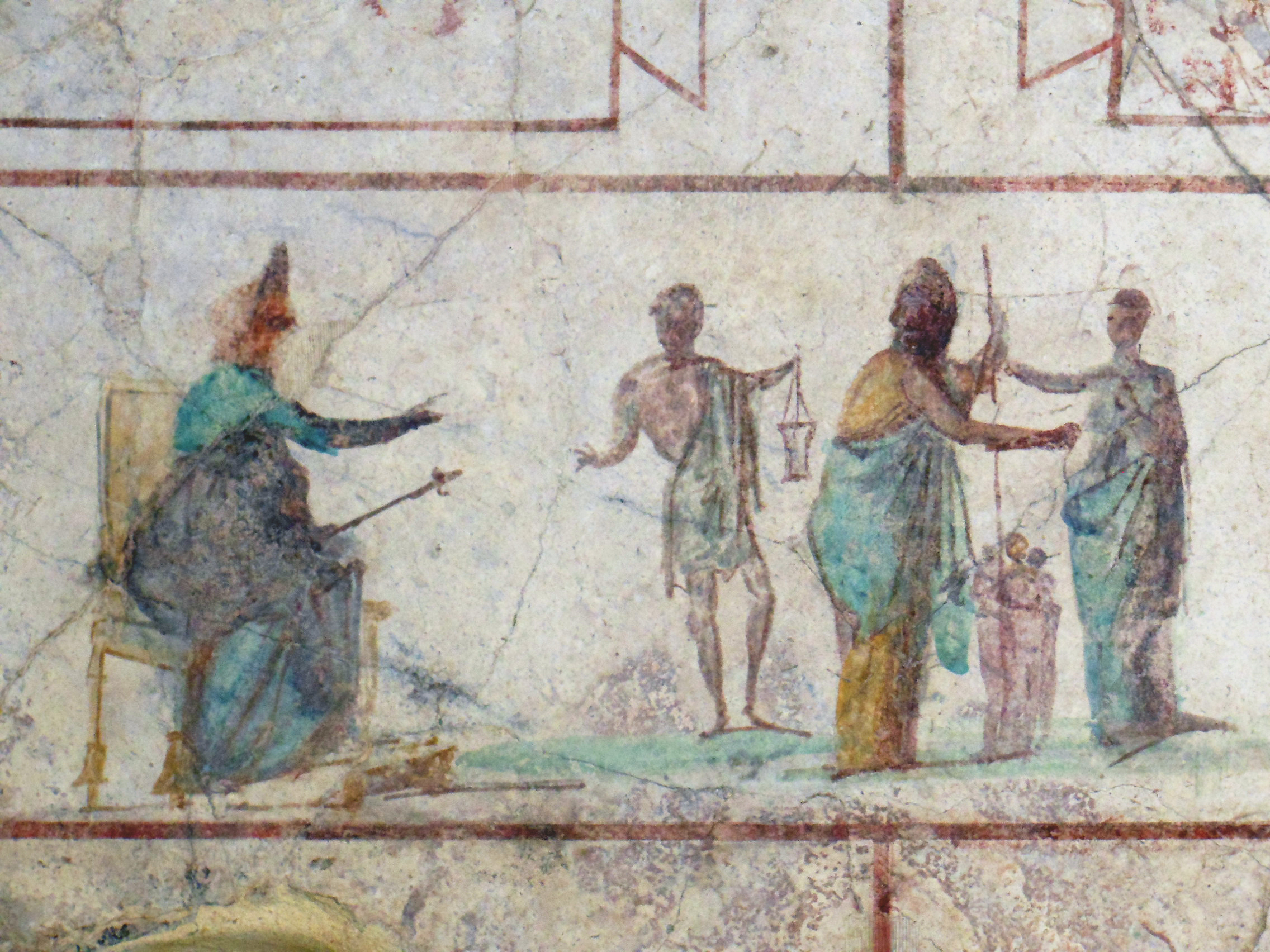
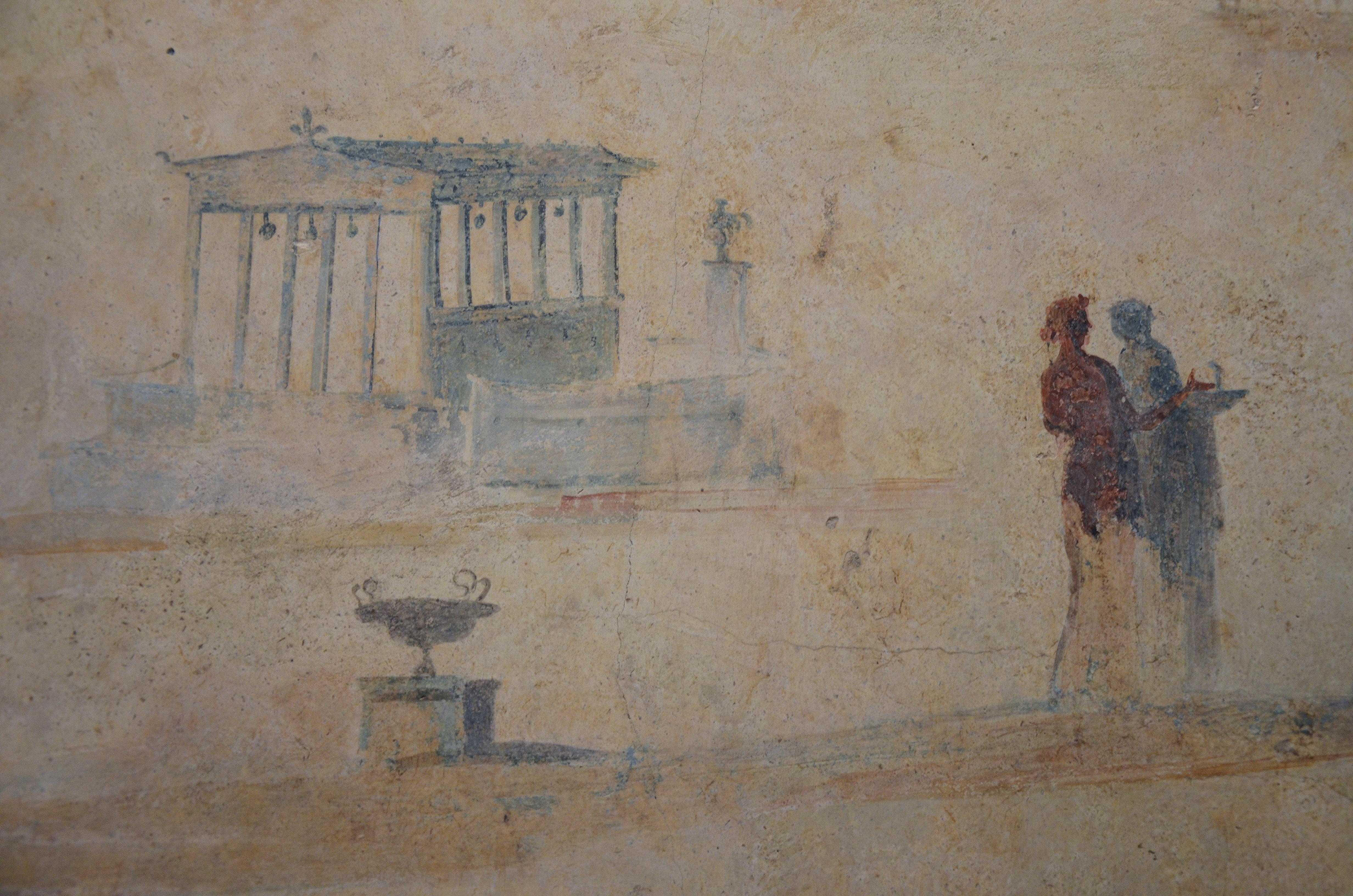